# Papiro Oxirrinco 86
El Papiro Oxirrinco 86 también llamado P. Oxy. 86 es un documento en griego que trata sobre una queja de un piloto de barco público.  El manuscrito fue escrito en papiro en forma de una hoja. Se descubrió en Oxirrinco, Egipto. El documento fue escrito el 28 de marzo de 338. En la actualidad se encuentra en la biblioteca de la Universidad de Cambridge, Reino Unido.

## Documento
La carta contiene una petición, dirigida a Flavio Eusebio, un logistes. Fue presentada en nombre de Aurelio Papnouthis por su esposa Helena. Papnouthis se quejó de que Eustochius, quien fue requerido por un leitourgia a servir ya sea como un marinero en el barco o para pagar el sueldo de un sustituto, no había podido hacerlo. La denuncia fue escrita y firmada por Aurelio Teón porque, como él dice con respecto a Helena, "ella es analfabeta". Las mediciones del fragmento son 253 por 100 mm.
Fue descubierto por Bernard Pyne Grenfell y Arthur Surridge Hunt en 1897, en Oxirrinco, Egipto. El texto fue publicado por Grenfell y Hunt en 1898.